# Tres libros de música en cifra para vihuela (álbum)
Alonso Mudarra (c.1510-1580). Tres libros de música en cifra para vihuela (1992), es un álbum grabado por Hopkinson Smith tocando la vihuela y la guitarra con una selección de obras de Alonso_Mudarra pertenecientes al libro Tres libros de música en cifra para vihuela.

## Información adicional
Referencia: ASTRÉE E 8740

## Pistas
1. "Pavana de Alexandre, Gallarda" - 3:41
2. "Primer Tono" - 7:21
3. "Fantasía fácil" - 2:05
4. "Segundo Tono" - 1:51
5. "Una Pavana" - 3:14
6. "Fantasía para desenbolver las manos" - 1:17
7. "Tercero Tono" - 5:17
8. "Fantasía" - 2:59
9. "Fantasía de pasos largos para desenbolver las manos" - 1:17
10. "Quarto Tono" - 2:13
11. "Conde Claros en doze maneras" - 1:54
12. "Tiento del Quinto Tono" - 0:47
13. "Fantasía de pasos para desenbolver las manos" - 1:11
14. "Fantasía fácil" - 2:23
15. "Sexto Tono" - 3:39
16. "Romanesca o Guardame las vacas" - 2:55
17. "Séptimo Tono" - 3:29
18. "Fantasía fácil" - 1:53
19. "Octavo Tono" - 2:42
20. "Fantasía que contrahaze la harpa en la manera de Ludovico" - 1:50
21. "Una Pavana" - 2:06
22. "Fantasía del quarto tono" - 2:41
23. "Romanesca o Guardame las vacas" - 1:43
24. "Fantasía del primer tono" - 1:23
25. "Fantasía del quinto tono" - 1:42